# Hoplias aimara
Hoplias aimara (Synonym: Hoplias macrophthalmus), auch Anjumara, Anjoemara, Guabina, Fasaco, auf Portugiesisch Trairão oder Englisch Wolf  Fish gehört zur Familie der Raubsalmler (Erythrynidae) und zählt zu den großen Raubfischen Südamerikas.

## Verbreitung
Hoplias aimara kommt hauptsächlich in den Flüssen des tropischen Regenwaldes im nördlichen Teil Südamerikas vor. Die Spezies ist in Brasilien (Bundesstaat Amapá,  in den Flüssen Rio Tocantins, Rio Xingu, Rio Tapajós und Rio Trombetas), Kolumbien, Venezuela, Guayana, Französisch-Guayana und Surinam verbreitet. Die größten Exemplare von H. aimara kommen im Coppename-Fluss in Surinam vor.

## Beschreibung
Hoplias aimara ist mit Körperlängen von 120 Zentimetern und Gewichten von 40 Kilogramm die größte Spezies der Gattung Hoplias. H. aimara hat eine langgestreckte zylindrische Gestalt. Entlang der Seitenlinie haben sie 32 bis 47 Schuppen. Die Brustflosse besitzt neun bis 14 Flossenstrahlen, die Afterflosse zehn bis 12 und die Rückenflosse acht bis 15. Ihre Schwanzflosse hat eine abgerundete Form. An ihrem Gaumenbein besitzen sie spitze und sehr scharfe Reißzähne. Seitlich des Kiemendeckels haben sie einen charakteristischen schwarzen Fleck. Der Rücken ist meist dunkel- oder hellbraun bis goldbraun gefärbt, an den Seiten heller, mit dunklen vertikalen Streifen versetzt. Seine Zeichnung kann nach geographischer Ursprungsregion variieren. Mit seiner charakteristischen Musterung passt sich H. aimara an den Steingrund der Flüsse an.

## Lebensweise
Die Spezies kommt in Gewässern mit einem pH-Wert zwischen 6,5 und 8 und Wassertemperaturen von 23 °C bis 30 °C vor. Zu seinen Lebensräumen gehören sowohl sumpfige Uferregionen als auch Klarwasser- oder Schwarzwasserflüsse in den tropischen Regenwäldern. Hoplias aimara hält sich ebenfalls hinter Wasserfällen, Stromschnellen oder in der Gegenströmung von Flüssen und Bächen auf. Dort lauert er im Hinterhalt auf Beutefische. Wegen seines Jagdverhaltens wird er auch als Wolfsfisch bezeichnet. Während Jungfische noch in kleinen Schwärmen Beute machen, entwickeln sich größere Exemplare zu Einzelgängern. Er zeigt eine opportunistische Ernährungsweise, indem er beispielsweise ins Wasser fallende Kleintiere und Insekten frisst. Hoplias aimara ist überwiegend bei Dämmerung und nachts aktiv. Seine Laichzeit setzt mit der Regenzeit, die von Dezember bis März dauert ein. Abhängig von der Körpergröße kann ein Rogner zwischen 6.000 und 60.000 Eier produzieren. Sie betreiben Brutpflege und verteidigen das Gelege gegen Laichräuber. In Aquarien zeigt die Art oft sehr aggressive und kannibalistische Verhaltensweisen.

## Taxonomie
Wissenschaftler glaubten lange Zeit, dass es zwei Spezies der Giant Trahiras gebe: Hoplias aimara (Valenciennes, 1846) und Hoplias macrophthalmus (Pellegrin, 1907). Beide wurden erstmals in Französisch-Guayana beschrieben.
Vermutliche Fänge von Hoplias aimara im Orinoco und Rio Purus waren Fehlbestimmungen. Spätere morphometrische Studien zeigten, dass sich der Holotyp auf  Hoplias aimara und Hoplias macrophthalmus bezieht und zu einem Taxon gehört. Gemäß der Internationalen Regeln für die Zoologische Nomenklatur hat der Name Hoplias aimara Vorrang.

## Wirtschaftliche Bedeutung
Aufgrund seines schmackhaften Fleisches ist er ein beliebter Speisefisch. Bei den  Waiwai-Indianern in Guayana gehört er mit zu den Grundnahrungsmitteln. Sein Vorkommen ist durch Überfischung in einigen Regionen zurückgegangen.

## Hoplias aimaraund der Mensch
Es wurde von Angriffen von Hoplias aimara auf Menschen berichtet. Ein Augenzeuge behauptet, dass einer dieser Fische aus dem Wasser herausgesprungen, und nach seinem Fuß geschnappt hätte, während er den Fluss auf einem umgekippten Baumstamm überquerte.

## Gefährdungssituation
Untersuchungen zur Biomagnifikation von Quecksilber haben gezeigt, dass sich bei Hoplias aimara als Predator große Mengen von Schadstoffen in seinem Fleisch einlagern. Auch werden sie durch den zunehmenden Stickstoffeintrag in die Gewässer beeinträchtigt.
Nach gewässerbaulichen Maßnahmen schränkt sich der Aktionsradius von Hoplias aimara ein. Nach dem Bau des Petit-Saut-Staudamms in Französisch-Guayana zeigen die Fische eine größere Standorttreue als in einem unverbauten Gewässer mit Überschwemmungswäldern während der Regenzeit.